# 中国科学院神经科学研究所
中国科学院神经科学研究所（简称神经所）是中华人民共和国一家主要关注神经科学的专业研究机构，于1999年11月27日在上海成立，其前身是创建于中国科学院生理生化研究所的中枢神经系统研究室。中国科学院“率先行动”计划将神经所定位为卓越创新中心。
神经科学研究所现有中国科学院院士3人，正高级科技人员43人，副高级科技人员39人。

## 历史
1956年，神经生理学学者张香桐从美国辗转回到中国。此前，中国科学院生理生化研究所所长冯德培已经得到消息，于是竭力邀请张香桐到生理生化研究所工作，主持中枢神经系统的生理学研究。张香桐到上海后开始建立中枢神经系统生理研究室。1958年，中国科学院生理生化研究所的生理部分和生物化学部分分开成为独立的中国科学院生理研究所和中国科学院生物化学研究所。冯德培任生理研究所所长，生理生化研究所副所长王应睐任生物化学研究所所长。生理研究所由五个研究室组成，其中三个主要关注神经科学（中枢神经系统生理研究室、神经肌肉生理研究室和感觉器官生理研究室）。1980年，中枢神经系统生理研究室的一半由上海生理研究所分出，独立为中国科学院上海脑研究所，张香桐任所长。
在1998年中科院实施知识创新工程试点的大背景下，中国科学院上海生命科学研究院成立，脑科学所与其他7个科研机构一同划归上海生命科学研究院。同年，后来担任神经所首任所长的蒲慕明在拜访了脑科学所与中科院后，与吴建屏、鲁白、梅林、饶毅等在美华人神经科学家一起联名上书推行研究所改革，改革提议得到了中华人民共和国科技部和上海市的支持。1999年11月，脑科学所重新调整组建为神经所，蒲慕明教授出任首任所长。

## 科研平台
神经所现拥有一所国家重点实验室——神经科学国家重点实验室。实验室目前拥有光学成像技术平台、电子显微镜技术平台、神经分子与细胞生物学技术平台、脑功能成像技术平台等6个技术平台，服务于神经系统发育、神经信息处理、神经疾病机理领域的研究。
神经所与中科院自动化所是中国科学院脑科学与智能技术卓越创新中心的依托单位之一。神经所通过脑科学与智能技术中心联合了中科院心理研究所、中国科学技术大学、马普计算研究所等二十余所国内外知名研究机构和高校，广泛地开展了类脑智能领域的研究。

## 科研进展与成果
中科院神经所是中国神经科学领域研究的重要平台和中心之一。研究所今年科研成果较为丰硕，近5年累计有近200篇论文发表于《细胞》、《遗传学》、《神经元》等顶级学术刊物上。
神经所与中科院自动化所一起也是有“中国脑计划”之称的脑科学与类脑科学研究计划（Brain Science and Brain-Like Intelligence Technology）的主要承接机构，该计划是由中华人民共和国科技部、国家自然科学基金委员会牵头的，与美国脑科学计划（BRAIN Initiative）、欧洲脑计划（The Human Brain Project）、日本脑计划（Brain/Minds Project）等世界知名神经科学与人工智能探索计划对应的大型科学研究计划。
2017年12月，神经所孙强、蒲慕明研究组在世界生物学领域首次实现利用体细胞克隆猴子。关于该项研究的论文于2018年1月作为封面文章在国际权威学术期刊《细胞》在线发表。
| 年度 | 项目名称                           | 获奖类别               | 链接                   |
| ---- | ---------------------------------- | ---------------------- | ---------------------- |
| 2010 | 胶质细胞新功能的研究               | 国家自然科学奖（二等） | （页面存档备份，存于） |
| 2014 | TRPC通道促进神经突触形成机制的研究 | 国家自然科学奖（二等） | （页面存档备份，存于） |

## 历任所长

### 原中国科学院上海脑研究所
- 张香桐（1980年-1984年）
- 沈锷（1984年-1987年）
- 吴建屏（1987年-1999年）

### 中国科学院神经科学研究所
- 蒲慕明（1999年-）